# الصندوق السيادي للبرازيل
الصندوق السيادي للبرازيل (باللغة البرتغالية Fundo Soberano do Brasil ؛ FSB ) هو صندوق الثروة السيادية للبرازيل ، الذي أنشئ في 24 ديسمبر 2008.
الصندوق هو مؤسسة غير سلعية وهو مطلوب لدعم الشركات الوطنية في أنشطتها التصديرية ، وعلى نطاق أوسع للعمل كآلية للتنمية المضادة للدورة الاقتصادية ، وتشجيع الاستثمار في المشاريع ذات الأهمية الاستراتيجية للبرازيل في الخارج وداخليا. في يوم إنشائه ، تم منح الصندوق 14.243 مليار ريال برازيلي.

## الحكم
نظرًا للأهمية الوطنية لأنشطة الصندوق ، يتألف مجلسه الاستشاري من وزراء التخطيط والحكومة الماليين ، فضلاً عن رئيس البنك المركزي . هذا المجلس مسؤول عن الموافقة على الإرشادات العامة وأهداف استثمارات الصندوق. الخزانة الوطنية البرازيلية مسؤولة عن تشغيل الصندوق.

## روابط خارجية
- فوندو سوبيرانو دو برازيل